# Alaksandr Hurjanau
Alaksandr Jauhienawicz Hurjanau (biał. Аляксандр Яўгенавіч Гур’янаў; ros. Александр Евгеньевич Гурьянов, Aleksandr Jewgienjewicz Gurjanow) (ur. 1972 w Łomonosowie) – białoruski polityk i dyplomata, pierwszy wiceminister spraw zagranicznych Białorusi.

## Życiorys
Urodził się w Łomonosowie na terytorium Rosyjskiej FSRR. W 1994 ukończył Białoruski Państwowy Uniwersytet Ekonomiczny.
W 1993, jeszcze będąc studentem, został zatrudniony w dziale kredytów i inwestycji Państwowego Komitetu ds. Stosunków Gospodarczych z Zagranicą Republiki Białoruś. W 1994 awansował na wiodącego specjalistę oraz naczelnika wydziału ds. współpracy z międzynarodowymi organizacjami i funduszami finansowymi. Pełnił także funkcję zastępcy kierownika działu kredytów i inwestycji Ministerstwa Stosunków Gospodarczych z Zagranicą.
W 1997 wyjechał na swoją pierwszą placówkę dyplomatyczną, zostając drugim sekretarzem ambasady Białorusi w Warszawie. W 1999 przeniesiony do ambasady Białorusi w Abu Zabi, z jednoczesnym awansem na radcę ambasady.
W 2002 powrócił na Białoruś, gdzie objął stanowisko szefa Departamentu Azji i Afryki Ministerstwa Spraw Zagranicznych. W 2006 prezydent Alaksandr Łukaszenka mianował go ambasadorem nadzwyczajnym i pełnomocnym w Seulu. Misję w Korei Południowej pełnił do 2010, po czym powrócił do pracy w centrali MSZ, zostając ambasadorem at large.
W 2011 mianowany wiceministrem spraw zagranicznych Białorusi. W 2016 przeniesiony na stanowisko ambasadora nadzwyczajnego i pełnomocnego w Rzymie, gdzie oprócz Włoch akredytowany był także na Malcie oraz w San Marino, a także był stałym przedstawicielem przy FAO. Z tych stanowisk został odwołany 20 lipca 2020.
24 sierpnia 2020 został mianowany pierwszym wiceministrem spraw zagranicznych Białorusi.
Biegle mówi w językach angielskim, francuskim, polskim i włoskim.